# یاشار توحیدی
یاشار توحیدی فعال مدنی، فعال کارگری، دانشجوی رشته مهندسی هوافضا در دانشگاه آزاد اسلامی واحد علوم و تحقیقات تهران است و زندانی سیاسی سابق اهل ایران است. او چند بار به‌خاطر «فعالیت‌های چپ و مارکسیستی» و همچنین دانشجویی توسط قوه قضائیه جمهوری اسلامی ایران به حبس محکوم شده‌است.

## سابقه بازداشت و حبس

### بازداشت ۱۳۹۶
توحیدی ابتدا در دی ماه سال ۱۳۹۶ بازداشت و پس از مدتی کوتاه آزاد شد. او که یک دانشجوی معترض بود بار دیگر در خرداد ۱۳۹۷ بازداشت شد و این بار پس از یک ماه بازداشت به قید وثیقه آزاد گردید. او بار دیگر در تیر ۱۴۰۰ بازداشت و به بند ۲-الف سپاه پاسداران منتقل شد و پس از ۱۲ روز با تودیع قرار وثیقه ۵۰۰ میلیون تومانی به صورت موقت و تا پایان مراحل دادرسی آزاد شد.

### ۱۴۰۰
در دادگاهی که در بهمن ۱۴۰۰ در تهران در شعبه ۲۶ دادگاه انقلاب به ریاست قاضی ایمان افشاری تشکیل شد، او به اقدام علیه امنیت ملی متهم شد و بابت این اتهام به ۲ سال و ۹ ماه حبس محکوم شد. اتهام دیگر وی تبلیغ علیه نظام بود که بابت این اتهام نیز به ۸ ماه حبس محکوم شد. از مجموع این ۳ سال و ۵ ماه حبس تعزیری، ۲ سال و ۹ ماه آن برای وی قابل اجرا بود. وی در خرداد ۱۴۰۱ برای سپری کردن دوران حبس خود راهی زندان اوین شد.وی در خرداد ۱۴۰۱ برای سپری کردن دوران حبس خود راهی زندان اوین شد.
به گفته هرانا آقای توحیدی از اختلال کم‌توجهی رنج می‌برد و نیازمند مراقبت‌های پزشکی و مصرف دارو است، اما مسئولان زندان به بهانه نایاب بودن داروهای مربوط به این اختلال در ایران، دسترسی منظم او به داروهای مورد نیازش را تضمین نمی‌کنند.

## آتش‌سوزی در زندان اوین
در جریان خیزش ۱۴۰۱ ایران و آتش‌سوزی در زندان اوین، شرایط جسمی وی و چندین زندانی دیگر وخیم گزارش شد. به گفتهٔ یکی از همبندی‌های توحیدی، در رخدادهای ۲۳ مهر ۱۴۰۱ هر دو پای او بر اثر شلیک گلوله جنگی به شدت مصدوم شده بود، ولی تنها گلوله‌ها را از پای او خارج کرده‌اند و او بدون هیچ مراقبت پزشکی مناسبی در بند ۸ زندان اوین نگهداری می‌شود.
به گزارش هرانا در آبان ماه ۱۴۰۱، این زندانی سیاسی از خدمات پزشکی کافی و مؤثر محروم است. عصب‌های پای وی به شدت ملتهب شده و در مواقعی از شدت درد تا مرز بیهوشی پیش می‌رود. وی چندین مرتبه با برانکارد به بهداری زندان اوین منتقل و پس از دریافت مسکن مجدداً به بند بازگردانده شده‌است. به گزارش رادیو زمانه از آنجایی که عفونت به عصب اصلی پایش رسیده و مسئولان زندان با مرخصی یا انتقال او به بیمارستان مخالفت می‌کنند، ممکن است او یک پایش را از دست بدهد.
در آذر ۱۴۰۱ بیش از دویست نفر از اهالی فرهنگ و هنر ایران با امضای بیانیه‌ای نسبت به وخامت اوضاع جسمانی یاشار توحیدی هشدار دادند و خواستار مرخصی درمانی فوری برای او و فراهم‌آوردن شرایط لازم برای مداوایش شدند.

## آزادی
یاشار توحیدی در تاریخ ۹ بهمن ۱۴۰۱ با صدور قرار توقف اجرای حکم و با وثیقه ۵۰۰ میلیون تومانی موقتاً به‌مدت یک ماه از زندان اوین آزاد شد.